# Punta Antarctic
El punta Antarctic (en inglés: Antarctic Point) es un promontorio que marca el lado oeste de la entrada a la bahía de la Antártida, en la costa norte de Georgia del Sur. Fue trazada en el período de 1926 a 1930 por la expedición de Investigaciones Discovery, quien lo nombró por la bahía cercana.